# 高雄小囊蛤
高雄小囊蛤，舊作
高雄弯锦蛤（学名：Nuculana gordonis takaoensis），是弯锦蛤目弯锦蛤科弯锦蛤属的一种。舊屬弯锦蛤属的一种，今屬小囊蛤屬。
主要分布于台湾台南及台灣海峽新竹外海，常栖息在浅海沙底。